# ヘルマン・レンティング
ヘルマン・レンティング（Herman Renting、1968年12月31日 - ）は、オランダの男性総合格闘家。北ホラント州アムステルダム出身。リングス・オランダ所属。

## 来歴
クリス・ドールマンの愛弟子であり、キックボクシングとサンボを習得。
1991年5月、リングス旗揚げ戦に初来日。初期リングスの常連となり、西良典や角田信朗など他流派選手初参戦の際にはポリスマンとして対戦することが多かった。
その潜在能力の高さは、前田日明のみならず対抗団体パンクラスに在籍していた船木誠勝にも高く評価されていたが、気性の荒さからトラブルも多く、1992年4月の佐竹雅昭戦では来日直前まで刑務所に入っていたエピソードも。
1993年のメガバトル・トーナメントでは4位入賞するが、以後来日間隔が長くなる（ある事情で出国出来なかったという説が濃厚）。
1998年1月21日、坂田亘と対戦し、3分24秒フロントネックロックで一本負け。「旗揚げメンバーは来日しなくていい」と辛辣な評価を受けた。
2000年10月31日、PRIDE初参戦となるPRIDE.11で小路晃と対戦し、腕ひしぎ十字固めで一本負け。
その後、リングス・オランダ大会でも敗北を喫したのを最後に、高いポテンシャルを発揮出来ずに総合格闘技のキャリアを終えた。
クリス・ドールマンによれば、2004年現在服役中。

## 戦績
| 勝敗 | 対戦相手 | 試合結果                 | 大会名                        | 開催年月日     |
| ×    | 小路晃   | 1R 3:48 腕ひしぎ十字固め | PRIDE.11                      | 2000年10月31日 |
| ○    | 西良典   | 5R 判定                  | 硬派er-'92格闘技オリンピックⅠ | 1992年3月26日  |